# Lohja
Lohja (in svedese Lojo) è una città finlandese di 45811 abitanti, situata nella regione dell'Uusimaa.

## Società

### Lingue e dialetti
Le lingue ufficiali di Lohja sono il finlandese e lo svedese, e 3,2% parlano altre lingue.
| %     | Ripartizione linguistica (gruppi principali) |
| ----- | -------------------------------------------- |
| 3,5%  | madrelingua svedese                          |
| 93,3% | madrelingua finlandese                       |